# Ghulam Mohammed
Ghulam Mohammed (n. 1903 en Bikaner, Rajasthan † f. 17 de marzo de 1968, Mumbai), fue un músico y compositor de películas indio. Ha escrito y compuesto temas musicales para películas del cine hindi que fueron éxitos como Mirza Ghalib (1954), Shama (1961) y Pakeezah (1972). Ha sido reconocido con el Premio Nacional del Cine, por su Mejor Dirección Musical de su película titulada "Mirza Ghalib" (1954). Su última película titulada, Pakeezah, se llevó a cabo durante muchos años para ser luego estrenado póstumamente.

## Filmografía
- Baanke Sipahi
- Mera Khwab
- Doli
- Tiger Queen
- Grihasthi
- Kaajal
- Pagdi
- Parayee Aag
- Dil Ki Basti
- Paaras
- Shaayar
- Rasheed Dulhan
- Hanste Aansoo
- Maang
- Pardes
- Bikhre Moti
- Naazneen
- Ajeeb Ladki
- Amber (1952)
- Sheesha
- Dil-e-Naadan
- Gauhar
- Hazaar Raaten
- Laila Majnu
- Rail Ka Dibba
- Guzaara
- Mirza Ghalib
- Hoor-e-Arab
- Kundan
- Sitara
- Pak Daaman
- Maalik
- Do Gunde
- Shama
- Pakeezah